# تشارلز فرنسيس هال
تشارلز فرنسيس هال (بالإنجليزية: Charles Francis Hall)‏ هو حدّاد وكاتب ونقاش أمريكي، ولد في 1821 في روتشستر في الولايات المتحدة، وتوفي في 8 نوفمبر 1871 في Thank God Harbor ‏ في جرينلاند بسبب تسمم بالزرنيخ والسكتة.

## وصلات خارجية
- تشارلز فرنسيس هال على موقع الموسوعة البريطانية (الإنجليزية)
- تشارلز فرنسيس هال على موقع ميوزك برينز (الإنجليزية)